# Butirofenonas

Molécula del haloperidol, perteneciente al grupo de las butirofenonas

La clase farmacológica de las butirofenonas es un grupo químico de sustancias que tienen un anillo de piperidina con una cadena de tres carbonos que termina en un anillo p-fluorobenceno sustituido con carbonilo. Las butirofenonas difieren sobre la base de la sustitución dentro de sus anillos de piperidina. Este grupo de fármacos poseen efectos en el cerebro que son estudiados por la psicofarmacología.
Este grupo de medicamentos neurolépticos incluye fármacos clave de la primera generación de sustancias antipsicóticas que provocaron cambios importantes en el tratamiento de la esquizofrenia. El haloperidol, posiblemente el antipsicótico clásico más conocido, es el miembro más utilizado de esta clase. Al compartir una farmacología similar pero con un nivel más bajo de actividad dentro de la vía nigroestriada, otro fármaco, el droperidol, está disponible solo en presentación para administración intramuscular para la indicación de náuseas. El droperidol es un antagonista fuerte del receptor de dopamina D2 y muestra poca actividad antimuscarínica, antihistaminérgica y antiadrenérgica. Aunque en el pasado fue ampliamente utilizado como antipsicótico, ahora está aprobado por la FDA solo para su uso como antiemético, y su empleo ha disminuido recientemente debido a sus efectos de prolongación del intervalo QTc (corregido), que es una alteración causada por alargamiento de la fase de repolarización del potencial de acción ventricular.

## Metabolismo
Se sabe que butirofenonas bloquean la acción de la dopamina en la glándula pituitaria. Las butirofenonas se metabolizan de manera primaria por medio de una reacción de N-desalquilación; los fragmentos inactivos resultantes pueden conjugarse con ácido glucurónico.
Los miembros farmacológicos de las butirofenonas comprenden:
1. Benperidol,
2. Bromperidol,[1]
3. Droperidol,
4. Fluanisona,
5. Haloperidol,
6. Melperona,
7. Moperona,
8. Pipamperona,
9. Timiperona,
10. Trifluperidol[1]

## Efectos neurológicos adversos
Surgen muchos síndromes neurológicos, en particular en el sistema motor extrapiramidal, después de utilizar muchos de los antipsicóticos. Las reacciones en cuestión son particularmente notables con los antagonistas de receptores dopamínicos D2, de gran potencia como las butirofenonas.